# 決心
決心（けっしん、decision）は、作戦・戦闘において指揮官が部隊の行動を指導するための意思決定を意味する。

## 概要
軍事問題に対して状況判断を踏まえながら決心を下すことは、一貫した軍事行動にとって不可欠な前提であり、政策、戦略、作戦、戦術だけに留まらず、軍事行政や兵站、諜報などの領域においても求められる。この軍事問題が公共的な性格を持つならば他の公共政策と同様に、決心は合理的に選択、つまり目標を達成するために最善と考えられる手段が選択されなければならない。この問題を研究するための分析方法として数学的モデル化に基づいた分析方法が挙げられ、この方法によるならば直面している状況に対して考えられる各方針の費用対効果を判断し、比較しながら評価する必要がある。このようなモデル化に基づいて決心の問題を考える立場に対しては、現実の複雑性に対してモデルが単純すぎるという批判があるが、それはモデルの単純性ではなく適合性の問題である。モデル化の不適合を是正するために原則としては、モデルの諸前提を明確化すること、モデルの結果は再現可能であること、そしてモデルは相対的に複雑な問題を処理できることが求められる。

## モデル化
モデル化のためにはいくつかの基本的な段階を踏みながら行うことができる。第一の段階では環境の分析とシナリオの定義が行われる。環境の分析は各種手段の費用と効果に影響を及ぼす全ての変数を取り上げることであり、軍事力、脅威、経済的状況、政治的状況などの環境的要因を変数として捉えることで、分析に必要な幅広いシナリオを想定することができる。第二段階ではシナリオを定義した後に、決心の前提となる選択肢を全て定義しなければならない。これは指揮官が達成しようとする目標に対して影響する要因を体系的に関連付ける。そして第三の段階では一般化されている目標を分析してより明確な表現に置きなおし、どのようにすれば達成可能であるかを明確にする。次に第四の段階では費用と効果のモデルを構築し、全ての選択肢がどのような費用と効果をもたらすかを分析する。最後に各シナリオで指揮官が実行可能な選択肢の費用対効果を比較検討することで決心に必要な判断材料を整理する。実践的なモデル分析を行う場合ではこの段階を繰り返しながらモデルの有効性を高めていく。軍事的な問題に対処する指揮官の決心を策定するためのモデルは扱う紛争の局面によって異なるために以下のような種類が考えられる。

## モデル分析
モデル分析として確立されているモデルの一つにフーバーによって定量的モデルがある。これは核戦力を除いてヨーロッパ地域における戦略的安定性を分析し、定量的な表現で戦闘結果を予測することで指揮官の決心を支援することが可能である。異なるモデルにゴードたちが作成した影響ダイアグラムがあり、これは紛争においてある軍事行動が他の軍事行動に与える影響を模式的に示したものであり、例えば北大西洋条約機構軍がノルウェー海を支配することは、ノルウェーに増援を派遣することを可能とする一方で、ソビエト軍がアイスランドを攻撃することをも抑制し、かつソビエト軍の大西洋での支配を弱体化させる影響を及ぼす。このような各行動の相互作用を模式的に示したのが影響ダイアグラムである。またモデル分析では単一のシナリオを想定して費用対効果に注目した分析方法も開発されている。これは基準となるシナリオ、または最悪の事態を想定したシナリオを基準として各手段の費用対効果を相互に比較検討しやすくしたものである。